# 피터 홀든
피터 홀든(Peter Holden, 1950년 ~ )은 미국의 배우, 텔레비전 배우, 영화 프로듀서이다.

## 영화
- 프리티 브로큰 (2018년)
- 1 마일 투 유 (2017년)
- 에일리언어브덕션 (2014년) - 피터 모리스 역
- 언더 더 베드 (2012년) - 테리 역
- 소셜 네트워크 (2010년)
- 팬데믹 (2009년)
- 다운 포 라이프 (2009년)
- 아웃 오브 스텝 (2002년)
- 욕망의 볼레로 (1994년)
- 기적의 탄생 (1991년)
- 위험한 추격 (1990년)